# Hôtel-Dieu
|  | Per a altres significats, vegeu «Hôtel-Dieu de París». |

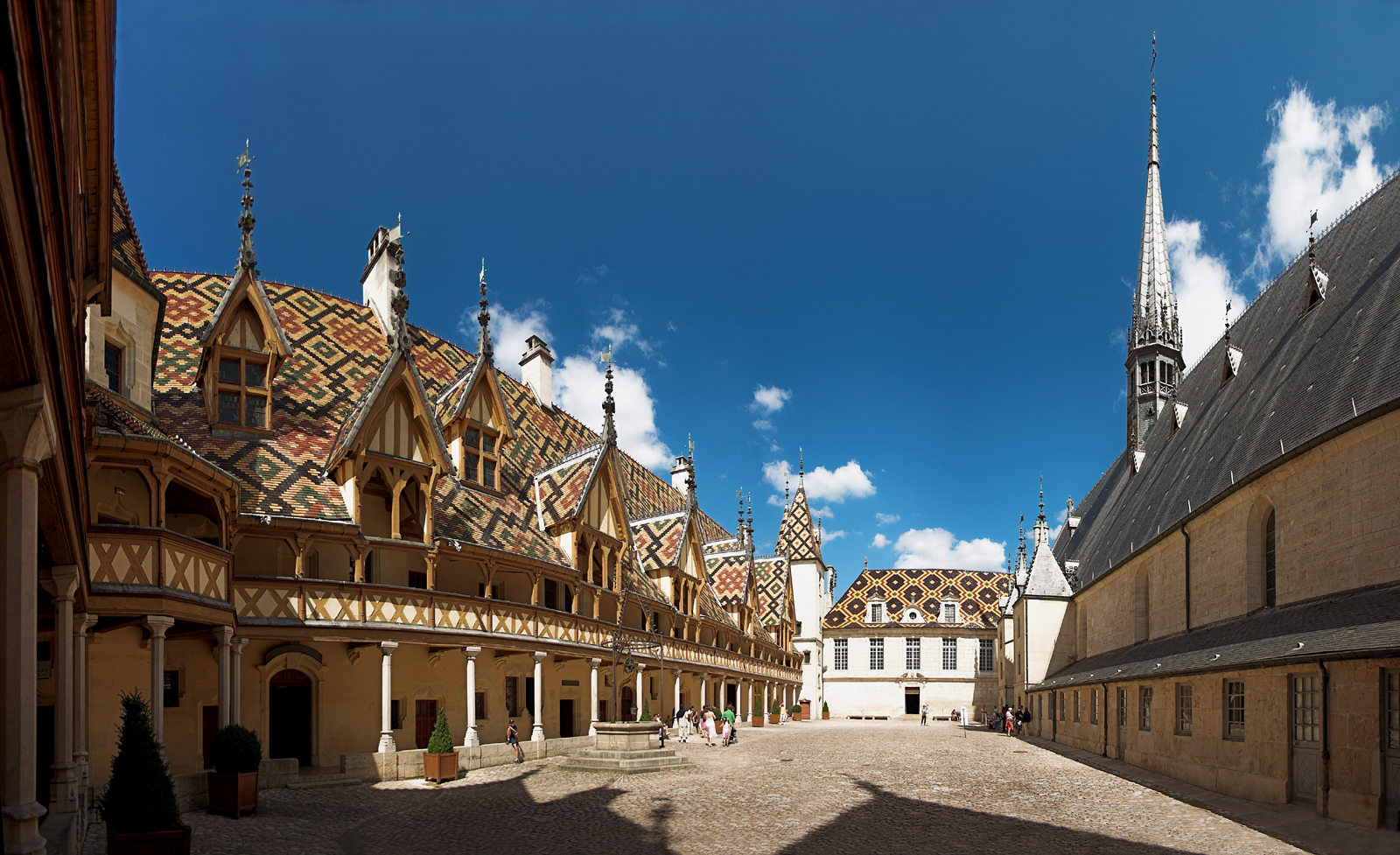
Pati de l'Hôtel-Dieu de Beaune

Un hôtel-Dieu, de vegades escrit Hostel Dieu és un hospital d'antiga fundació en algunes ciutats, que acollia els orfes, els necessitats i els pelegrins i que va ser administrat per l'Església. El terme "Hôtel-Dieu" no designa una categoria d'establiment diferent de l'hospital, i ha de ser considerat com un mer nom, una contracció de la paraula "hotel", derivat del llatí hospes, hospitis “aquell que dona hospitalitat” i Déu.
A l'Europa Occidental, després de la desintegració de l'Imperi Romà, només l'Església i els seus bisbes tenien la capacitat d'establir una administració estable desplaçada per les grans invasions successives; d'aquí l'aparició d'estructures de socors i acollida (protecció, allotjament, atenció...) a les ciutats pel bisbe, i al camp pels monestirs. Aquestes estructures han estat un mitjà d'evangelització i la demostració de pietosa caritat per part dels poderosos i rics (fundacions i llegats).
Fundat majoritàriament per una reina o un rei, un bisbe, un noble o un burgès acabalat local, els hotels-Dieu estan sota el signe de la fe cristiana. Sovint són dirigits per ordes religioses que serveixen als necessitats, sobretot als pobres i pelegrins. Sovint van rebre els apotecaris i a vegades jardins botànics (plantes medicinals). Arran de les croades, el nombre d'hospitals va augmentar, impulsat pels ordes hospitalers (com el de Sant Joan de Jerusalem) i sobirans (com Lluís IX de França). Aquestes institucions de caritat s'han adaptat als cuidadors i les funcions socials de llur temps.
Des del s. XVI, la pobresa apareix com a degradant (crisi urbana, inseguretat rural, pressió demogràfica la població, guerres religioses…). Els pobres no són una representació de Crist, esdevenint una amenaça social. El poder reial es fa càrrec de l'autoritat del bisbe. Els hôtels-Dieu es degraden, de moltes mides diferents, situats atzarosament per la voluntat dels donants, responen menys a les necessitats, i comencen a ser criticats.
En 1662 un edicte de Lluís XIV va ordenar la creació d'un hospital a totes les ciutats i pobles grans del regne"per a albergar, alimentar i tancar als pobres captaires invàlids, natius d'aquell lloc o residents durant un any, així com els nens que han quedat orfes o fills de captaires".Cada hospital tenia una policia privada que perseguia als captaires per a ingressar-los a l'hospital. La caritat ja no és una mera manifestació de l'acolliment, sinó també del confinament, sense resoldre el problema de la pobresa: els pobres són atesos, i també apartats de la societat i posats a treballar als tallers dels hospitals. La Vieille Charité a Marsella n'és un exemple típic.
Durant el Segle de les Llums, els hôtels-Dieu tendeixen a obrir-se i medicalitzar-se, debilitant-se'n la presència religiosa. No obstant això, la situació s'ha tornat crítica: Els hôtels-Dieu s'insereixen en una xarxa dispar dels nous hospitals generals (hospitals de caritat, hôpitaux de charité) i diverses fundacions privades o comunitàries. Les esquerdes del sistema sencer sota la pobresa, l'amuntegament i la manca d'higiene. L'Estat inicia indagacions en profunditat elaborant estudis numèrics. L'any 1777 el ministre Necker va nomenar una comissió: Les primeres xifres foren 105.000 hospitalitzat al Regne, dels quals 40.000 eren malalts o d'edat avançada, uns 40.000 nens orfes i 25.000 pacients, als que cal afegir 6.000 pacients als hospitals militars.
El 1788 Jacques Tenon publica les seves conclusions a la seva memòria sobre els hospitals de París, la situació és catastròfica, especialment la situació escandalosa de l'Hôtel-Dieu de París, mal ubicat, estret, atapeït, perillós, insalubre i mortal. Tenon fa diversos principis i propostes que haurien d'adoptar-se al pròxim segle.
Després de la Revolució els hôtels-Dieu s'han d'adaptar a les necessitats de la medicina moderna cada cop més complexa, es fa cada cop més difícil per a aquestes velles estructures. En s. XX, en la dècada de 1960, la concentració dels serveis mèdics va portar a la creació de centres hospitalaris (centres hospitaliers, CH) i també universitaris (centre hospitalier universitaire, CHU). Ja que, degut a la seva edat, la seva posició central a la ciutat, l'excessiu cost de compliment de les normes, els hotels Dieu no podien mantenir-se en la seva línia inicial. Es transformaren (especialment museus i centres culturals) o establiments comercials (especialment hotels de luxe, cases de vacances o residències de gent gran). Alguns, però, encara s'utilitzen en recintes hospitalaris, sovint com edificis administratius. Molts edificis, tot i que ja no estan a càrrec de religiosos, però, han conservat el seu nom històric.

## Arquitectura
Els hôtels-Dieu s'establiren durant l'edat mitjana preferentment a prop d'un bisbat o de la catedral, prop d'un curs d'aigua (per rentar-se, safareig, molí ...) o fins i tot prop d'un riu navegable (transport d'aliments, llenya...). Els que estaven a les rutes de peregrinació podien cobrir la calçada amb porxos de volta ogival (Hospital de pelegrins de Pons). Hi ha hôtels-Dieu a ciutats sense bisbe i hospitals episcopals que no rebien el nom d'hôtel-Dieu.
L'arquitectura medieval dels hôtels-Dieu serveix per salvar ànimes. Centrada al voltant d'una capella prolongació directa de la sala dels malalts perquè puguin escoltar la missa del llit estant. Tots els edificis de dependències s'organitzen al voltant seu (cuina, forn de pa, botigues, cellers, allotjaments del personal) i un jardí de plantes medicinals.
La sala dels malalts en general és una sola nau rectangular, de vegades dividida en una o dues fileres de columnes. Usualment totalment voltada i generalment amb una coberta suportada per una armadura. Una de les armadures més gran d'Europa conservades, és la que té forma de casc d'embarcació al revés de l'hôtel-Dieu de Tonnerre a la Borgonya (101 m de llargada i 18,5 m de llarg). Un dels més coneguts és el de l'hospici de Beaune.
També hi havia molts centres de cures pal·liatives o refugis petits (maison-Dieu, casa de Déu), com a Charlieu (originalment amb una sala de 12 llits, envoltada d'una galeria i 3 habitacions amb 2 llits, evolucionà a l'hôtel-Dieu, museu hospitaler d'avui). A Grenoble un banquer florentí va oferir la planta baixa de casa com a refugi principal. Aquestes petites estructures, almenys aquelles que no foren ampliades per a esdevenir un hôtel-Dieu, van desaparèixer durant la Revolució.
Ençà de l'Edat Mitjana, l'arquitectura evoluciona amb l'entrellaçament i la superposició d'edificis de totes les èpoques. Una separació més rigorosa dels sexes (Contrareforma catòlica) crea dues habitacions de malalts (edifici amb planta baixa i alta, o amb una planta amb forma de L amb la capella a la cantonada).
En època final del Regne de França adoptaren nous dissenys com el de planta de creu grega amb una capella a la intersecció de les quatre sales dels malalts, aparegueren a Itàlia a finals del segle xv (Ospedale Maggiore de Milà), a continuació Espanya (Santa Cruz a Toledo) i Anglaterra (Savoy a Londres, on ha desaparegut la capella). Fou adoptat tardanament a França al segle xvii. Un dels pocs que encara es conserva és l'hospici d'Hautefort, mentre que l'hôtel-Dieu de Carcassona, del que només queda la capella de Notre-Dame-de-Santé.
El pla francès actual segueix sent la capella entre dues habitacions dels pacients, o el pati entre els edificis de dues plantes amb galeries superposades, una capella en una cantonada (composició asimètrica), com l'hôtel-Dieu de Dole. Per als edificis monumentals, el pla longitudinal està representat per la façana (1741) hôtel-Dieu de Lió (dos edificis de dos pisos, centrats en una capella amb cúpula) de 375 m. de longitud.
Els elements es podien combinar, de planta de creu amb edificis en dos o tres pisos, les habitacions convergeixen en el buit central de la capella, o quadres amb l'altar en cada intersecció (Hôpital de la Charité de Lió). La capella està aïllada al centre d'un pati quadrat (Vieille Charité a Marsella). El pati quadrat o rectangular es pot obrir al pati principal envoltat per tres edificis.
La nit del 29 al 30 de desembre del 1772 un espectacular incendi va destruir gran part de l'Hôtel-Dieu de París. Aquest incendi pot representar el final dels hospitals concebuts com una arquitectura religiosa. Desenes de projectes, conservats en plànols, sorgiren per a substituir la de París. Tots es basen en una arquitectura utòpica, que incorpora les idees d'una medicina il·lustrada, no centrada en la salvació, sinó en la curació i la salut (circulació de l'aire), Michel Foucault anomena “màquines curatives”.
La Revolució interromp aquests projectes abandonant-se. La noves construccions hospitalàries foren reiniciades a partir del 1830, però no hi haurà nous llocs anomenats "hôtel-Dieu", excepte aquells que ha se'n deien i que foren reconstruïts o reformats, entre ells l'hôtel-Dieu de París (1866 -1877), l'hôtel-Dieu d'Orleans (1844), i el de Rennes (1854). L'hôtel-Dieu de Nantes (1863) va ser destruït pels bombardejos del 1943. Aquests hotels Dieu reconstruïts al segle xix es basen en el principi higienista de la "ventilació natural".

## Els malalts
El malalt es té en època medieval, en alta estima, per exemple, durant l'engrandiment de l'hôtel-Dieu Saint-Nicolas-au-Pont a Compiègne, Lluís IX de França col·loca personalment el primer pacient al seu llit. Cada pacient primer s'ha de confessar i combregar, la seva ànima ha de ser rentada dels seus pecats, i les germanes li han de tallar els cabells i les ungles, rentar-li els peus, mans i cap (un costum més simbòlic i evangèlic, més que no pas higiènic).
El pacient s'instal·la al llit, inicialment un jaç a terra, a partir dels s. XIV apareix el marc de fusta muntat en peu, per a llits allotjats en alcoves separades amb envans de fusta tallada. Els rics i generosos poden oferir dormir d'edat complerta, el que es convertirà amb els segles un costum, a continuació, l'obligació que els nobles. Inicialment, els pacients jeuen nus, amb un bonet; la camisa de dormir apareix a partir del s. XVI. En un primer moment els llits són d'una o dues places i fins 6 places i més. Fins al s. XVIII, no sorprenia dormir amb estranys.
A l'estiu es defenien de la calor amb les finestres de calor entre bastidors amb vidres de colors; l'hivern fred amb llars de foc, brasers muntats sobre rodes que circulen en els passadissos, escalfadors que es fiquen als llits. La il·luminació és per llums d'oli.
Al contrari del que serà en l'època clàssica la neteja era meticulosa. El mobiliari és adaptat i mantingut, com ara la roba interior i la roba de llit, el paviment es renta amb abundant aigua cada dia. Es disposa de cubells de fusta per omplir d'aigua. Les latrines són a sota de canals d'aigua que actuen a mode de claveguera. Els pacients que no es poden moure tenen orinals sota el llit, les germanes netegen i els canvien cada dia.
Per als àpats, cada pacient té un bol i una cullera de fusta o estany, i un got de fang. El menjar consisteix en una sopa de verdures, llegums (mongetes, pèsols, faves) que acompanyen la carn (carnestoltes, especialment porc i cansalada, els dies de dejuni, ou, formatge, els dies de Quaresma, arengada salada). Els fruits depenen de la temporada (cireres, maduixes, pomes, figues, panses). La cuina utilitza sal, mantega, mantega de porc, oli de nous o d'oliva, espècies. Les begudes són la cervesa, l'agràs, i especialment el vi. Tots els àpats es basen en el pa, el millor pa, el pa blanc es reserva per als pacients greument malalts. En general, es tracta d'una dieta rica en carn i greix, que serà criticat com excessiu en el segle xiii. Segons J. M. Galmiche, aquest sistema d'hospitals han estat molt favorables a l'Edat Mitjana, donada la importància de diverses malalties nutricionals i carències diverses.
En general les grans ciutats patien una superpoblació hospitalària, un continu deteriorament de la higiene des de finals de l'Edat Mitjana a les dificultats financeres resulta en un dèficit dels hôtels-Dieu agreujat durant tot el s. XVIII multiplicant-se els informes crítics. A l'Hospital de Bordeus, construït sobre la Devèze, els pacients només tenen un vàter per cada quatre llits, que normalment desemboquen al riu sec. A l'hôtel-Dieu de París, les finestres de les sales de malalts aboquen a la part de dalt de les clavegueres de la montagne Sainte-Geneviève.
| «                                | Un hospital de malalts és un edifici on l'arquitectura ha de subordinar el seu art als punts de vista mèdics: confondre als pacients en un sol lloc és destruir-los l'un per l'altre i l'altre per l'un | » |
| — Encyclopédie de Diderot, 1765) | |   |

Els metges de la Il·lustració dirigeixen principalment els hôtels-dieu. En vigílies de la Revolució, Tenon publica la seva memòria que centra les seves crítiques a l'hôtel-Dieu de París que sembla reunir tots els defectes. En ell es descriu una situació catastròfica. L'establiment de l'època, consisteix en vuit edificis, quatre dedicats als serveis i quatre per als pacients. Aquests darreres contenen més de 4.000 pacients en poc més de 1.200 llits en sales barrejant infectats (amb latrines defectuosos), repartides en 4-5 pisos. Els llits estan disposats arreu, de vegades amb 4 o 6 malalts per llit previstos per a un màxim de dos malalts. Tenon demostra, aritmèticament, que aquests pacients estan condemnats a romandre de costat sense moure's. Quan una sala conté entre 500 i 800 pacients, el seu sostre alt es torna inútil. Els seus càlculs mostren que un pacient té menys de 3 toeses cúbiques d'aire, mentre que en altres llocs (resta de París i província) pacients dels hospitals tenen entre 7 i 16 toeses cúbiques per respirar.
« La verola, el xarampió, la sarna, la disenteria, els hidrofòbics [orats], els pacients amb febres malignes es confonen entre si i amb aquells amb malalties no contagioses» 
Els ximples són amb els trepanats. Les dones que han donat a llum sanes estan amb les dones malaltes (sarnoses, venèries o febrils). Quan no hi ha prou espai, les dones després del part es posen a l'habitació dels ferits. Allà, els cirurgians operen al mig de l'habitació. La pudor de la «pourriture d'hôpital » (denominació per al que avui es coneix com a infecció nosocomial) causa “febres pútrides”.
Els convalescents, estimats en uns 800, no tenen habitacions pròpies i veient-se obligats a romandre amb els malalts. El personal no té menjador i pren els seus àpats a les sales. Desproveït de dormitoris, aquest personal ocupa petits llits d'infermeria, normalment reservats als pobres. L'atenció d'emergència. Els àpats dels pacients consisteix essencialment de sopa de pèsols amb mantega o greix, molt poca carn, amb absència gairebé total de productes frescos, règim que provoca o agreuja l'escorbut endèmic.
La mortalitat, quantificada en una quarta part dels pacients ingressats, mentre que l'Hospital Reial d'Edimburg mostra una taxa del 4%, i de la Charité a París, el 13%. Calculant les diferències en la mortalitat d'acord amb el volum de les habitacions i el nombre de pacients, per trobar una relació directa. Per tant, els trepanats a l'hôtel-Dieu gairebé tots acabaren morts, de la mateixa manera es curen gairebé tot a Versalles i província. Tenon tornà d'un viatge d'estudis a Anglaterra, i va llegir tots els informes europeus.
Per a la mortalitat dels parts, l'hôtel-Dieu de París és de bon tros a la cua amb 1 mort per cada 15 parts, mentre que a la resta d'Europa és aproximadament un 1%. Dels aproximadament 1.500 parts per any, 400 nadons morien durant la primera setmana d'una nova malaltia que els metges anomenen "nens durs o gelats", primers registres del tètanus neonatal.
L'informe de Tenon (1788) és la culminació d'un debat iniciat en 1772, després de l'incendi a l'Hôtel-Dieu de París. Aquest debat continuarà fins a la reconstrucció del prestigi de l'Hôtel-Dieu de París, volgut per Napoleó III i el baró Haussmann, per tal d'obrir de nou les portes el 1877. Al mateix temps, encara a París, Ménilmontant, s'hi construï un altre hospital, que prengué el simbòlic nom d'hôpital Tenon el 1879.

## Infants abandonats
Al segle xviii, a Marsella, s'hi dona compte d'un nen per cada vuit fills legítims. L'Hôtel-Dieu estava recollint prop de 2.000 nens a l'any, essent de 200 a 300 permanentment allotjats a l'hospital. Amb l'augment de la pobresa inclús els fills legítims són abandonats. Aquests són dipositats al "forat a la porta" « au trou de la porte » de l'hôtel-Dieu, o a la «fenêtre accoutumée» (moble de fusta encastat en una finestra amb una peça rotatòria que permetia deixar-hi els nadons de forma anònima). L'hospital assegurava la seva col·locació a càrrec d'una dida a les viles la Provença, confiant la seva educació als capellans dels pobles. Aquells que no acabaven essent adoptats tornaven a l'Hôtel-Dieu quan complien 10 anys.
Entre els nois, els rectors podien triar els més forts i àgils per estar a disposició dels capitans de vaixell, de manera que es va convertir en joves grumets (l'armada en aquell moment feia servir un grumet per cada 10 mariners). D'altres esdevenien empleats de l'hospital, ajudants del cirurgià o de l'apotecari, i d'altres aprenents o servents a la ciutat. Les noies es esdevenien bugaderes, cuineres, cosidores, infermeres auxiliars, totes a l'hospital, o eren ocupades a la ciutat (després d'investigar la moralitat de l'ocupador).
A França, la mortalitat dels nens acollits era molt elevada i variada depenent del lloc. Abans de l'edat de 7 anys, la mortalitat arribava a ser del 25% (Grenoble), 50% (Montpeller, Marsella) o 70% (Lió). A Marsella, i durant alguns anys després de la pesta de 1720, aquesta mortalitat arribà a ser propera al 100%, per manca de personal d'infermeria. Una sola dida alletava fins a quatre nadons alhora.

## Administració
A la fi de l'Edat Mitjana, les donacions i llegats caritatius passen amb massa freqüència a benefici eclesiàstic en lloc de donacions. Per superar aquesta desviació i altres deficiències, la gestió dels hôtels-Dieu aviat es confià als laics (burgesos de la ciutat). Aquesta gestió esdevingué cada cop més important, arribant a ser rector o administrador d'un hotel era una etapa en la carrera d'un funcionari municipal, l'últim abans de ser échevin o cònsol. A l'hôtel-Dieu de Marsella, al s. XVI, hi ha un grup de quatre presidents en el seu cap, el primer rector designar el seu successor. En 1569 va aparèixer el rector tresorer. També a Marsella, en dos segles, el nombre de presidents s'eleva fins a 16, molts d'ells reben només els honoraris per assistir a les reunions directives (jetons de présence) i els diversos beneficis (els rectors els oferirà el finançament personal, com ara les seves noces).
Els problemes de gestió i finançament s'estableixen a nivell local, a través d'un complex entramat jurídic. Els poders i responsabilitats entre una ciutat i el seu hospital comencen a ser qüestionats, en innumerables situacions al llarg del Regne. Amb el temps, les diferències són cada cop més grans. A causa de la seva història, la petita disminució en les ciutats es troben amb un ric hôtel-dieu (rendes de la terra provinents de dotacions antigues), però de grans dimensions; mentre que les ciutats en expansió tenen un petit hôtel-dieu pobre i superpoblat, la caritat medieval es torna cada cop més rara.

## Cuidadors
El personal d'infermeria està encara majoritàriament compost per germanes, generalment agustines. Els ordes hospitalers reformats semblen canongesses hospitaleres (catòliques), que són responsables, entre d'altres, de l'hôtel-Dieu de Québec, o ordes masculins, com el de Sant Joan de Déu, sent aquest últim present en els hospitals de Caritat i hospitals militars de les ciutats frontereres i marítimes dels ports de guerra. No obstant això, la veritable novetat de l'època clàssica és l'increment de la presència mèdica.
A partir del segle xvii, els cirurgians són nomenats directament per l'hospital, per a la pràctica hospitalària exclusiva. A poc a poc s'estableixin per a la seva formació pràctica. Per exemple a l'hôtel-Dieu de Marsella el primer cirurgià assalariat per l'hospital, es documenta el 1614. El 1687 el cirurgià té l'oportunitat de fer autòpsies (en cada cas després de l'autorització d'un rector de l'hospital). El 1717 la possibilitat de cursos sobre la dissecció d'anatomia (fet en el medi i en presència del malalt de l'habitació dels homes), 1728 aquest curs es duu a terme en una habitació separada; i el es crea un amfiteatre anatòmic, on només són permeses disseccions de cadàvers d'homes.
Al contrari de la formació de metges que és acadèmica i teòrica en llatí, la formació del cirurgià es basa en l'aprenentatge i la pràctica. Un cirurgià és acompanyat d'un a sis ajudants/aprenents. El primer d'ells és el «premier garçon-chirurgien gagnant maîtrise» (precursor de l'intern d'avui). Els rectors dels hôtels-Dieu poden triar entre els expòsits duts a l'hôtel-Dieu, que, des de l'edat de 12 a 15 anys, poden començar a fer d'infant-cirurgià. Al segle xviii a Marsella hi ha constància de cirurgians que va passar tota la seva vida professional, inclosa la infància, a l'hôtel-Dieu, amb el que tenien un „lligam de bressol“ «attachement de berceau».
L'hôtel-Dieu de Marsella també donava feina a 4 metges designats pel col·legi de metges de la ciutat, i que treballaven per torns (una quarta part cadascun). L'hospital jutjà aquest sistema incòmode per continuïtat de l'atenció en el moment del canvi, desitjava triar i emplear un sol metge que treballés a l'hospital com a cirurgià. Això causà un seguit de batalles legals que es remunten al ministre de Lluís XV, Choiseul, qui donarà la raó a l'hospital en el litigi. També és destacable la fabricació d'una cadira de part el 1787 a l'hôtel-Dieu de Marsella, representant l'inici de la medicalització del part al Segle de les Llums.